# 2019年広島市議会議員選挙
2019年広島市議会議員選挙（2019ねんひろしましぎかいぎいんせんきょ）は、広島市の議決機関である広島市議会を構成する議員を全面改選するために行われる選挙で、第19回統一地方選挙の前半戦投票日である4月7日に投票が行われた。

## 概要
市議会議員の任期4年が満了したことに伴って実施された。8選挙区54議席に対して77名が立候補した。

## 基礎データ
- 選挙事由：任期満了
- 告示日：2019年3月29日
- 投票日：2019年4月7日
- 議員定数：54人
- 選挙区：8選挙区
- 候補者数：77人

## 当選した議員
自民党 
 公明党 
 共産党 
 社民党 
 無所属 
| 中区     | 永田雅紀 | 木山徳和 | 並川雄一  | 近松里子   | 馬庭恭子 |
| 中区     | 平岡優一 |          |           |            |          |
| 東区     | 碓井法明 | 森畠秀治 | 山路英男  | 佐々木寿吉 | 川村真治 |
| 東区     | 吉瀬康平 |          |           |            |          |
| 南区     | 中本弘   | 八軒幹夫 | 渡辺好造  | 元田賢治   | 中原洋美 |
| 南区     | 岡村和明 |          |           |            |          |
| 西区     | 平野太祐 | 豊島岩白 | 田中勝    | 山田春男   | 定野和広 |
| 西区     | 大野耕平 | 中森辰一 | 太田憲二  | 山本昌宏   |          |
| 安佐南区 | 海徳裕志 | 石橋竜史 | 川本和弘  | 碓氷芳雄   | 谷口修   |
| 安佐南区 | 藤井敏子 | 八條範彦 | 椋木 太一 | 竹田康律   | 水野考   |
| 安佐北区 | 今田良治 | 西田浩   | 山内正晃  | 木戸経康   | 若林新三 |
| 安佐北区 | 伊藤昭善 | 木島丘   |           |            |          |
| 安芸区   | 沖宗正明 | 金子和彦 | 川口茂博  | 三宅正明   |          |
| 佐伯区   | 藤田博之 | 石田祥子 | 児玉光禎  | 宮崎誠克   | 桑田恭子 |
| 佐伯区   | 母谷龍典 |          |           |            |          |

### 補欠選挙
| 年     | 月  | 選挙区   | 当選者     | 当選政党 | 欠員     | 欠員政党   | 欠員事由 |
| ------ | --- | -------- | ---------- | -------- | -------- | ---------- | -------- |
| 2022年 | 3月 | 安芸区   | 西佐古晋平 | 無所属   | 沖宗正明 | 自由民主党 | [ 辞 1 ] |
| 2022年 | 4月 | 安佐北区 | 山下正寛   | 無所属   | 木戸経康 | 自由民主党 | [ 辞 1 ] |
| 2022年 | 4月 | 安佐北区 | 三宅朗充   | 無所属   | 今田良治 | 自由民主党 | [ 辞 1 ] |